# Hilda Anthony
Hilda Anthony (nacida como Hilda Madeline Elizabeth Antonietti; 13 de julio de 1886 – 17 de abril de 1962), también conocida como Hilda Antony, fue una actriz británica nacida en Chile. Apareció en cuatro películas mudas y en numerosas representaciones teatrales en Londres.

## Primeros años
Hilda Madeline Elizabeth Antonietti nació en Santiago, Chile, hija de Daniele Antonietti y Grace Emma Bolton Antonietti. Su padre era un profesor de música y director de ópera italiano. Su madre era de origen británico y también era música. Su hermano, Arturo Romeo Antonietti, también se convirtió en actor, usando el nombre artístico de "Vernon Steele". Su otro hermano, Aldo Antonietti, fue un violinista y compositor.

## Carrera
Películas mudas protagonizadas por Hilda Anthony incluyen Married Life (1921), The Puppet Man (1921), The Cardboard Box (1923, una de las películas de The Last Adventures of Sherlock Holmes), y What the Butler Saw (1924).
En el teatro de Londres apareció en vodevil y en Alice in Wonderland (1900-1901), Scrooge (1901, 1903),  A Little Un-Fairy Princess (1902-1903), A Privy Council (1905), The Beauty of Bath (1906-1907), Pro Tem (1908), Stingaree, the Bushranger (1908) con Henry Ainley, Paid in Full (1908), The Education of Elizabeth (1908), Beethoven (1910, again with Henry Ainley), Orpheus on the Underground (1911), Autumn Manoeuvres (1912), Joseph and his Brethren (1913), Jerry (1916), Almond Eye (1923-1924), Murder in Mayfair (1934-1935), y Comedienne (1938).

## Vida personal
Hilda Anthony se casó con el también actor Owen Roughwood, en 1913. Enviudó cuando él murió en 1947. Hilda Anthony murió en Hampstead, Londres en 1962, a los 75 años.